# Спекенхаузер, Лука
Лука Спекенхаузер (итал. Luca Spechenhauzer; род. 14 декабря 2000 года, с 2020 года живёт в Вальдисотто.) — итальянский шорт-трекист. Участвовал в Олимпийских играх 2022 года, чемпион Европы 2025 года, двукратный призёр чемпионатов Европы по шорт-треку, бронзовый призёр чемпионата мира. Окончил технический институт Альберти.

## Спортивная карьера
Лука Спекенхаузер начал кататься на коньках в раннем возрасте, а в 10 лет начал заниматься шорт-треком в Бормио под влиянием его сестры Анны, которая выступала в шорт-треке на юниорском национальном уровне в Италии. Кроме этого он занимался многими видами спорта: ездой на велосипеде, бегом, футболом.
С 2010 года он участвовал уже на первых детских национальных соревнованиях, а в марте 2013 года занял 2-е место на чемпионате Италии среди мальчиков до 14 лет. Через год занял 2-е место в финале юниорского Кубка Европы и выиграл национальный чемпионат среди юниоров в общем зачёте. В марте 2015 года завоевал бронзовую медаль на очередном чемпионате Италии среди юниоров. В январе 2016 года впервые участвовал на взрослом чемпионате Италии и занял 10-е место в личном многоборье. 
В январе 2018 года дебютировал на юниорском чемпионате мира в Томашов-Мазовецком и занял 31-е место в общем зачёте многоборья, а следом выиграл чемпионат Италии среди юниоров. В январе 2019 года на юниорском чемпионате мира в Монреале Лука занял 12 место на дистанции 1000 метров и 9-е в эстафете. В ноябре дебютировал на Кубке мира.
В феврале 2020 года на домашнем юниорском чемпионате мира в Бормио занял высокое 4-е место в беге на 1500 м и поднялся с командой на 5-е место в эстафете. 28 сентября 2020 года был зачислен в Карабинеры и стал выступать за клуб 	"C. S. Carabinieri". В январе 2021 года Сигель выиграл серебряную медаль в эстафете на чемпионате Европы в Гданьске, а в марте на чемпионате мира в Дордрехте выиграл бронзовую медаль в эстафете и занял 10-е место в общем зачёте.
В октябре 2021 года на Кубке мира в Пекине впервые завоевал бронзу в мужской эстафете. 16 декабря 2021 года Лука квалифицировался на олимпиаду в Пекин. В феврале 2022 года на XXIV зимних Олимпийских играх в Пекине, в первый день соревнований 5 февраля в беге на 1000 м не вышел из предварительного раунда и занял 30-е место. 9 февраля на дистанции 1500 м не смог пройти четвертьфинал и занял 32-е место.